# Seton Hall Pirates

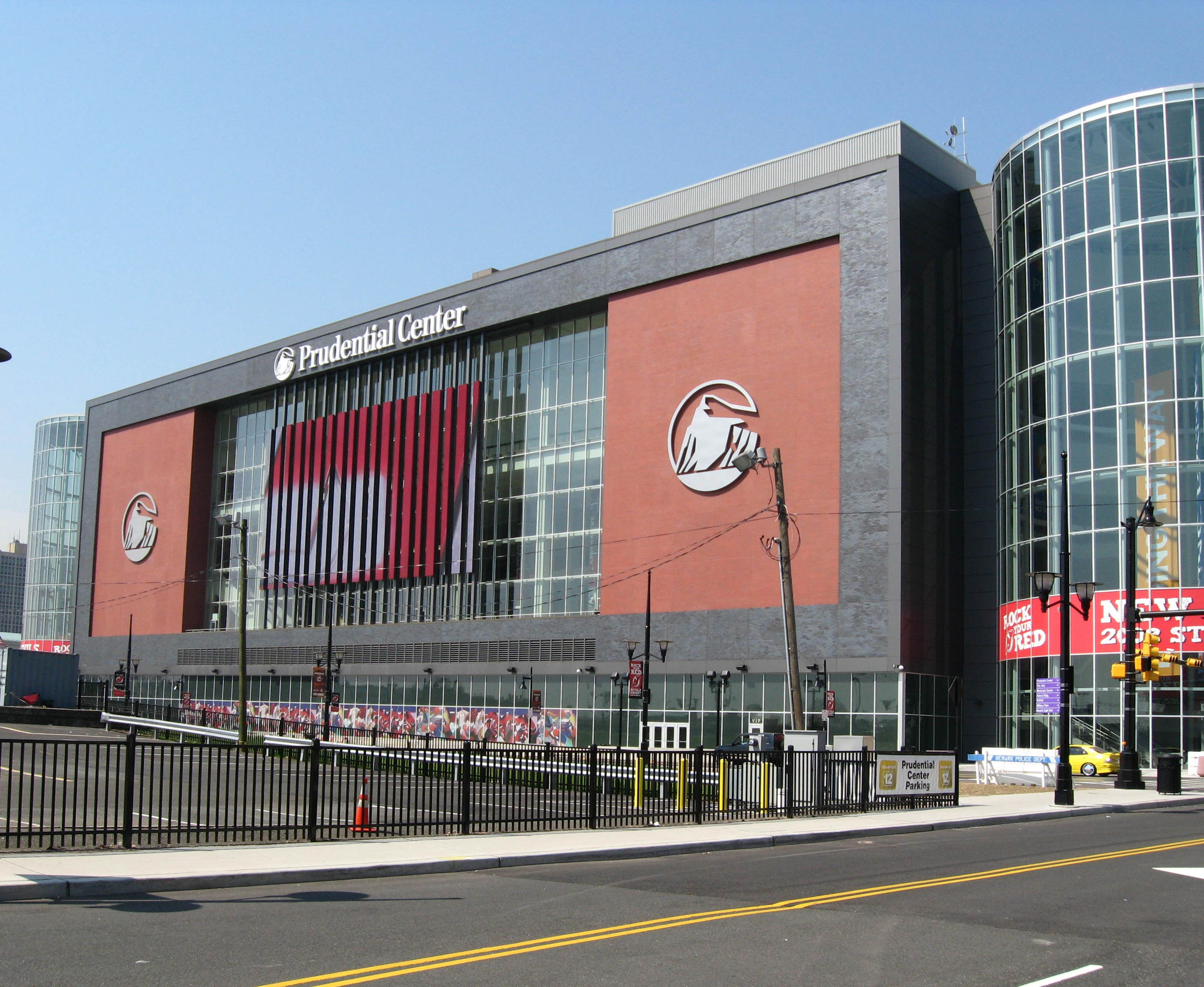
Prudential Center.

Seton Hall Pirates (español: Piratas de Seton Hall) es el equipo deportivo de la Universidad Seton Hall. Se encuentra situada en Nueva Jersey. Los equipos de los Pirates participan en las competiciones universitarias de la NCAA, en la Big East Conference.

## Programa deportivo
Los Pirates tienen 14 equipos: 
| Masculinos - Baloncesto - Cross - Golf - Fútbol - Natación - Béisbol | Femeninos - Baloncesto - Cross - Golf - Fútbol - Natación - Sófbol - Voleibol - Tenis |

Hay que señalar que el programa de fútbol americano, que jugaba en la División III de la NCAA, fue cancelado en el año 1989].

## Baloncesto
El origen del equipo de baloncesto data de 1903. En todo este tiempo han ganado un torneo NIT en 1953 y llegaron a la Final Four de la NCAA en 1989, donde perdieron con la Universidad de Míchigan por un punto en la prórroga.
Los Pirates han dado varios jugadores que han llegado a la NBA, entre los que destacan Mark Bryant, Anthony Avent, Andre Barrett, Samuel Dalembert y Terry Dehere. Jugadores destacados como los lituanos Artūras Karnišovas y Rimantas Kaukenas, y grandes figuras internacionales como  el griego Nikos Galis, el australiano Andrew Gaze el puertorriqueño Ramón Ramos y el  dominicano Ángel Delgado también han jugado para los Pirates.